# Yasuko Namba
Yasuko Namba (難波 康子; 2 de febrero de 1949 – 11 de mayo de 1996) fue la segunda mujer japonesa (después de Junko Tabei) en completar en su totalidad las Siete Cumbres, incluyendo el Everest, lugar donde murió. Namba trabajaba para Federal Express en Japón, pero el montañismo, como pasatiempo, la llevó a recorrer todo el mundo. Hizo cumbre por primera ocasión en el Kilimanjaro el día de año nuevo de 1982, y alcanzó la cumbre del Aconcagua exactamente dos años después. Alcanzó la cima del Denali el 1 de julio de 1985, y la cumbre del monte Elbrus el 1 de agosto de 1992. Después de hacer cumbre en el macizo Vinson, el 29 de diciembre de 1993, y en la pirámide de Carstensz el 12 de noviembre de 1994, la última cumbre que le restaba por alcanzar era el monte Everest. Se alistó en la compañía de expediciones guiadas Adventure Consultants de Rob Hall, y en abril de 1996 inició su aclimatación en la montaña más alta del mundo.

## Fallecimiento
El 10 de mayo de 1996, Namba, de 47 años, alcanzó la cumbre del Everest, convirtiéndose en la mujer de mayor edad en conseguirlo (su récord fue batido después por Anna Czerwińska, de Polonia, quien hizo cumbre en el Everest a la edad de 50 años). Continuaba en la parte alta de la montaña ya entrada la tarde, y se encontraba descendiendo cuando los golpeó una tormenta de nieve. Namba, su compañero de escalada Beck Weathers, y su guía Mike Groom de Adventure Consultants, junto con los clientes de Mountain Madness de Scott Fischer, quedaron atrapados en el collado Sur al ya no poder encontrar el campamento IV debido a la tormenta. Groom comentó posteriormente que Namba insistía en ponerse la máscara de oxígeno a pesar de que su reserva de oxígeno ya se había agotado. Namba y Weathers estaban tan débiles, que los dos guías (Groom y Neal Beidleman) de Mountain Madness tuvieron que auxiliarlos. A pesar de que el grupo trató de alcanzar el campamento, los guías pronto se dieron cuenta de que era inútil y peligroso, y esperaron a un descenso en la intensidad de la tormenta.
Uno de los guías de Fischer, Anatoli Bukréyev, partió del campamento IV durante la noche para buscar al grupo de escaladores perdidos. Después de auxiliar a varias personas, regresó una última vez por Sandy Pittman y Tim Madsen. Madsen, quien asumió que Namba ya había fallecido y que Weathers era una «causa perdida», dejó a ambos. Al siguiente día, Stuart Hutchinson, uno de los clientes de Adventure Consultants, organizó un equipo de búsqueda para encontrar a Namba y a Weathers. Hutchinson los localizó en un terrible estado – sin posibilidades de vivir lo suficiente como para ser llevados al campamento base – y tomó la decisión de dejarlos atrás para economizar los limitados recursos para los demás escaladores.
Mientras que Weathers de alguna forma sobrevivió y caminó de regreso al campamento, Namba no se volvió a mover. Murió a mitad de la noche, por agotamiento y exposición a las duras condiciones de la montaña. En el libro de Jon Krakauer, Into Thin Air, se relata la angustia de Neal Beidleman, que se sentía culpable al no haber podido hacer algo más para rescatar a Namba. En el libro de Bukréyev, The Climb, expresaba un profundo pesar por la muerte solitaria de Namba, diciendo que era tan solo una mujer de talla pequeña, y que cualquiera pudo haberla arrastrado de vuelta al campamento IV para que al menos muriera rodeada de sus compañeros. En una expedición posterior al Everest con el Equipo Nacional de Indonesia, Bukréyev encontró el cuerpo de Namba, el 28 de abril de 1997. Construyó un cairn alrededor de ella para protegerla de las aves de rapiña, y unos días después se disculpó con el viudo de Namba por fracasar en salvarle la vida. Ese mismo año, su esposo financió una operación para bajar el cuerpo de la montaña.

## Legado
Después del desastre de 1996, dos memoriales fueron construidos por los sherpas cerca de Gorakshep: uno para Rob Hall y otro para sus compañeros de equipo: Doug Hansen, Andy Harris y Yasuko Namba. Los dos memoriales están unidos por banderas de plegarias.

### Interpretaciones en películas
- Akemi Otani toma el papel de Yasuko Namba en la película para televisión Into Thin Air: Death on Everest, de 1997.[8]
- Naoko Mori interpreta a Yasuko Namba en la película Everest, de 2015.[9]